# رفیتا
رفیتا (انگلیسی: Rafita؛ زادهٔ ۱۸ سپتامبر ۱۹۸۲) بازیکن فوتبال اهل اسپانیا است.
از باشگاه‌هایی که در آن بازی کرده‌است می‌توان به باشگاه فوتبال هرکولس، باشگاه ورزشی رئال مایورکا، باشگاه فوتبال رئال مورسیا، باشگاه فوتبال رکریتیوو اوئلوا، و باشگاه فوتبال آلمریا اشاره کرد.